# 维特蒙德县
維特蒙德县（Landkreis Wittmund）是德國下薩克森州的一個县，首府维特蒙德。